# Droit à l'image des personnes en France
Le droit à l'image des personnes en France repose sur plusieurs textes législatifs ; la jurisprudence y tient une place importante. L'article 226-1, 2° du Code pénal dispose qu'il n'est possible de diffuser une photographie représentant une personne se trouvant dans un lieu privé qu'avec son autorisation.

## Règles générales
Avant toute diffusion publique d'une photographie par voie de presse ou autre (site internet, télévision, revue, journaux, blogs etc.), le diffuseur doit obtenir l'autorisation expresse de diffusion de la ou les personnes concernées ,, sauf dans certains cas, voir section Limites du droit à l'image.
Si le sujet de la photographie est une personne, celle-ci, fût-elle inconnue, possède un droit de s'opposer à l'utilisation de son image. Ce droit est assimilé à la notion de vie privée bien que le droit à l'image ne soit pas une construction juridique clairement définie en soi. Avant de pouvoir utiliser la photographie concernée, il faut s'assurer que la personne photographiée ne se prévaut pas du respect de sa vie privée et de son image et qu'elle ne s'oppose pas à la communication, la diffusion, la publication de cette image. Ce droit à l'image déborde le seul cadre de la sphère privée. Des personnes se sont opposées à la publication d'une photographie les représentant dans un lieu public, dès lors qu'elles apparaissent comme étant le sujet de l'œuvre, en raison d'un cadrage ou d'un recadrage. D'autres, dans une photographie de groupe, lors d'une manifestation de rue, ont exigé que leurs traits soient rendus inidentifiables.
La personne dont l'image est en cause peut agir pour s'opposer à l'utilisation de son image en demandant aux tribunaux d'appliquer l'art.9 du code civil qui consacre le droit de tout individu au respect de la vie privée. Il faut toutefois pour cela que la preuve de l’existence d’un préjudice constitutif d’une atteinte à la vie privée soit faite.
La prise de photos sur la voie publique est autorisée du moment que des personnes ne sont pas ciblées précisément ou qu'elles ont donné leur accord, même verbal ou au moins leur absence de refus si elles ont clairement remarqué le photographe: « Lorsque les [enregistrements] ont été accomplis au vu et au su des intéressés sans qu'ils s'y soient opposés, alors qu'ils étaient en mesure de le faire, le consentement de ceux-ci est présumé. » 
Par exemple pour un mariage, même si les mariés étaient en évidence, « la prise des photographies sans le consentement des personnes y figurant ayant été faite dans un lieu public, le délit prévu par l'article 226-1, 2° du Code Pénal n'est pas constitué »,.

## Définition - textes de loi

### Cadre légal général
Le « droit à l’image » n’a jamais été reconnu expressément par le législateur, ce qui en fait un « droit fantôme » selon l’expression de G. Loiseau. Toutefois, certaines dispositions peuvent se rapprocher de l'idée d'un droit à l’image, notamment au sein d'abord du Code civil, du Code pénal, mais aussi de la loi du 29 juillet 1881 sur la liberté de la presse, ou encore liberté d'expression artistique.

L’article 9 du Code civil prescrit : 

« Chacun a droit au respect de sa vie privée. Les juges peuvent, sans préjudice de la réparation du dommage subi, prescrire toutes mesures, telles que séquestre, saisie et autres, propres à empêcher ou faire cesser une atteinte à l’intimité de la vie privée : ces mesures peuvent, s’il y a urgence, être ordonnées en référé. »

 La première condition que pose le Code civil est qu'une atteinte soit portée à la « vie privée » d'une personne. En d’autres termes, une image captée dans le cadre de la vie publique ne peut porter préjudice à une personnalité publique. Cependant, il ne faut pas confondre « vie privée » et « lieu non public ». Il ne suffit pas en effet d’être dans un lieu public pour que toute image puisse être captée, non plus que dans un lieu privé pour interdire cette captation d’image. Le juge, appréciant les cas qui lui sont soumis toujours in concreto, doit donc définir pour chaque espèce ce qui relève de la vie privée et/ou de la vie publique.
Le Code civil pose ensuite deux conditions :
- il faut qu’un dommage soit subi ;
- il faut que soit portée atteinte non seulement à la vie privée, mais surtout à l’intimité de la vie privée.

Concernant le dommage, il est généralement constitué par une atteinte morale, un préjudice moral. Son appréciation, qui va déterminer en grande partie le montant des dommages et intérêts et la peine éventuellement infligée en cas d’intention de nuire de la part de l’auteur, ne peut être effectuée que par le juge, qui doit évaluer cela en son âme et conscience et en « bon père de famille »[réf. souhaitée], en fonction des évolutions de la société. L’atteinte doit ensuite porter sur l’intimité de la vie privée. Il faut donc que le préjudice porte sur une situation habituellement réservée au cadre privé, cachée, secrète, qu’il « endommage » en quelque sorte la continuation de la vie privée, qu’il mette en péril le déroulement normal de la vie de la victime.
L’article 226-1 du Code pénal, qui réprime l'espionnage privé, punit « d'un an d'emprisonnement et de 45 000 euros d'amende le fait, au moyen d'un procédé quelconque, volontairement de porter atteinte à l'intimité de la vie privée d'autrui (…) : 2° En fixant, enregistrant ou transmettant, sans le consentement de celle-ci, l'image d'une personne se trouvant dans un lieu privé » (et non dans un lieu réputé public comme la rue ou une plage). Pour autant, lorsque la capture de l'image d'une personne a été accomplie au vu et au su de l'intéressée sans qu'elle s'y soit opposée alors qu'elle était en mesure de le faire, le consentement de celle-ci est présumé.

### Dispositions spécifiques du droit de l’image

#### Personnes mineures
Article 227-23 du Code pénal : « le fait, en vue de sa diffusion, de fixer, d'enregistrer ou de transmettre l'image ou la représentation d'un mineur lorsque cette image ou cette représentation présente un caractère pornographique est puni de cinq ans d'emprisonnement et de 75 000 euros d'amende […] ».
Article 39 bis de la loi du 29 juillet 1881 : « est puni de 15 000 euros d'amende le fait de diffuser, de quelque manière que ce soit, des informations relatives à l'identité ou permettant l'identification : d'un mineur ayant quitté ses parents, son tuteur, la personne ou l'institution qui était chargée de sa garde ou à laquelle il était confié ; d'un mineur délaissé dans les conditions mentionnées aux articles 227-1 et 227-2 du code pénal ; d'un mineur qui s'est suicidé ;- d'un mineur victime d'une infraction[…] ».

#### Le droit à l’image collective
Une autre caractéristique du droit à l'image consiste en son double aspect, extrapatrimonial et patrimonial. On constate de plus en plus un phénomène de patrimonialisation du droit à l'image dans la mesure où les personnes célèbres exploitent la valeur professionnelle de leur image en contrepartie d’une rémunération. On s'éloigne alors de la notion de droit de la personnalité.
Afin d'améliorer l'attractivité des clubs sportifs professionnels français face à la compétition internationale, la loi du 15 décembre 2004 créa un « droit à l'image collective » (DIC) pour les sportifs professionnels. Le DIC permettait aux sportifs, dans certaines conditions, de bénéficier d'une exonération de cotisations sociales sur une fraction de 30 % de leur rémunération versée par leur club. Cible de nombreuses critiques relevant notamment son inefficacité, il fut supprimé le 30 juin 2010.

#### Le droit au respect du corps humain
L’article 16-1-1 du Code civil, issu de la loi du 19 décembre 2008, relative à la législation funéraire, dispose que « le respect dû au corps humain ne cesse pas avec la mort. » Le cadavre est une chose, mais il doit être traité avec dignité en mémoire de son humanité. C’est sur ce fondement que le juge des référés par la décision du 22 avril 2009 a interdit l’exposition « Our Body, à corps ouvert ».

## La jurisprudence
La jurisprudence vient préciser et délimiter la notion du droit sur l’image d'une personne.
Dans un arrêt de la première chambre civile de la Cour de cassation du 22 octobre 2009, la Cour de cassation précise que « si les proches d'une personne peuvent s'opposer à la reproduction de son image après son décès, c'est à la condition d'en éprouver un préjudice personnel établi, déduit le cas échéant d'une atteinte à la mémoire ou respect dû au mort ». En exigeant la preuve d'un préjudice personnel établi, la première chambre civile souligne le caractère personnel du droit à l'image.
La jurisprudence reconnaît généralement aux artistes un droit sur leur propre image :
- Dans un arrêt du 24 septembre 2009[11], la première chambre civile de la Cour de cassation a considéré que dans le cas d'une photographie d'un artiste (en l'occurrence Henri Salvador) posée dans le cadre professionnel, « […] la reproduction de la photographie de l'artiste sur la jaquette d'une compilation, qui constitue un acte d'exploitation commerciale et non l'exercice de la liberté d'expression, était soumise à autorisation préalable et que faute d'avoir été autorisée par l'intéressé, cette reproduction était illicite et portait atteinte au droit à son image ».
- Dans un arrêt de cassation, la première chambre civile de la Cour de cassation du 9 juillet 2009[12], la Haute juridiction rappelle que « l'utilisation de l'image d'une personne pour en promouvoir les œuvres doit avoir été autorisée par celle-ci et que la reproduction de la première, au soutien de la vente des secondes n'est pas une "information" à laquelle le public aurait nécessairement droit au titre de la liberté d'expression, peu important l'absence d'atteinte à la vie privée de l'intéressé ».

À noter que l'on parle ici d'utilisation sans son autorisation de l'image commerciale d'un artiste ; parce que dans le cas d'un artiste, une telle publication peut correspondre à un préjudice financier. Aucune jurisprudence n'interdit à un photographe, amateur ou professionnel, de prendre un cliché, même comportant des artistes.
Inversement, le tribunal d'instance de Gonesse (Val d'Oise) a débouté le 24 juillet 2014 une plaignante qui souhaitait que sa photo, prise sur la voie publique par un club photo local, soit retirée d'un ouvrage diffusé par la mairie pour appuyer sa réussite en matière de mixité sociale. Les principes des jurisprudences antérieures continuent à s’appliquer de façon assez régulière. La décision est du reste rédigée de manière très large, puisque « la liberté de prendre en photo une personne sur la voie publique est réaffirmée ». La réserve tenant à la dignité de la personne est toutefois réaffirmée, mais elle n'a pas été retenue contre le défendeur par le tribunal au cas d'espèce, la plaignante n'étant par ailleurs pas le sujet principal de la photo (TI Gonesse RG no 11-13-000736).
Enfin, dans un arrêt de la Cour de cassation en sa première chambre civile du 18 septembre 2008, la Cour de cassation souligne la possibilité d’utiliser des moyens conciliant la liberté de la presse et le respect de la vie privée que sont les techniques du « floutage, la pixellisation ou l'apposition d'un bandeau sur le visage des personnes représentées ».

## Limites du droit à l’image

### Actualité et droit à l'information
Cependant, un fait d’actualité peut justifier la diffusion de l’image d’une personne sans son consentement.
La Cour de cassation a, ainsi affirmé que la liberté de communication des informations, autorisait la publication de l’image d’une personne impliquée dans un événement d’actualité dès lors que la dignité de cette personne était respectée.

### Personnalités publiques
Les personnalités publiques peuvent être photographiées dans le cadre de leur fonction ou activité professionnelle, puisque ces personnes recherchent précisément la publicité. Une photographie d'une personnalité publique prise dans le cadre de sa vie privée nécessite donc tout de même une autorisation explicite pour publication. C'est ainsi que le Premier ministre ne peut s'opposer à ce qu'un journaliste le photographie à la sortie du conseil des ministres ou au cours d'un déjeuner officiel, mais il peut interdire la publication de photographies le représentant à l'occasion d'un événement relevant de sa vie privée, tel qu'une réunion familiale.

### Captation dans un lieu public
Il est tout à fait possible de reproduire et diffuser une image captée dans un lieu public et lors d'une manifestation si celle-ci ne présente pas un cadrage restrictif ou n'isole une personne aisément reconnaissable ; une scène de rue présentant plusieurs personnes ne nécessite aucune autorisation préalable de chacune d'elles.
D'une manière générale, tant qu'une photographie est réalisée dans un lieu public pour un strict usage personnel, celle-ci restant dans la carte mémoire de l'appareil photo ou sur l'ordinateur du photographe, il n'y a en principe rien à craindre. Les difficultés peuvent surgir dès lors que cette image est diffusée, publiée, reproduite ou commercialisée sans l'accord explicite de la ou des personnes dont l'image est diffusée.

### Cours, manuels et revues
- Droit à l'image et droit de l'image, Philippe Gauvin, CNDP. Division des affaires juridiques
- Jurisclasseur fascicule 3750, Image des personnes, Emmanuel Dreyer, Professeur à la Faculté Jean Monnet de l’Université de Paris-Sud (Paris XI)
- Communication Commerce électronique no 12, décembre 2008, comm. 138 Conciliation de la liberté de la presse et du droit sur l'image, Commentaire par Agathe Lepage
- Céline Halpern, Le Droit à l'image, De Vecchi, 2003  (ISBN 978-2732836140)
- André Bertrand, Droit à la vie privée et droit à l'image, Paris, 1999  (ISBN 2-7111-3084-3)